# Matt Macey
Matthew Ryan Macey (9 de setembre de 1994) és un futbolista professional anglès que juga com a porter pel Colchester United FC anglès.